# 三洋汽船
三洋汽船株式会社（さんようきせん）は、岡山県笠岡市の海運会社。主に笠岡港と笠岡諸島を結ぶ航路を運航している。関係会社として「備讃フェリー」「たどつ汽船」がある。

## 概要
1949年6月に設立され、笠岡港と笠岡諸島を結ぶ航路と、塩飽諸島の佐柳島を結ぶ航路を運航している。
現在子会社の「たどつ汽船」が運航している多度津港と塩飽諸島の高見島・佐柳島を結ぶ航路は元々三洋汽船が運航していたものであったが、2020年10月1日にたどつ汽船が発足し、航路とフェリー「新なぎさ2」を同社に移管している。両航路は独立しているが、毎週土曜日に限り笠岡諸島側の真鍋島から塩飽諸島側の佐柳島まで1往復の旅客船が設定されており、本州と四国をつないでいる。かつては毎日運航であったため、多度津営業所の看板には「笠岡」の文字が残っている。
笠岡港（住吉港）の待合所は老朽化により笠岡市が隣接地に移転新築を検討、笠岡諸島交流センター（笠岡港旅客船ターミナル「みなと・こばなし」）として、2017年3月11日に供用を開始した。センターは鉄骨一部2階（延床面積約430m2）で、1階に切符売り場、待合室、多目的交流スペース、2階にギャラリーなどが設けられている。笠岡市と連携協定を結ぶ岡山県立大学デザイン学部の学生のアイデアを基本設計に取り入れ、約3億2,000万円をかけて建設された。「おかやまCOC+推進協議会」の地域創生コモンズの指定を受ける予定で、大学の地域連携の拠点として活用されている。

### 運航事業者の統合
笠岡諸島への定期旅客船は、三洋汽船のほか「豊浦汽船」と「六島航路」の3社が運航していたが、大幅な人口減少と高齢化により旅客数が減少、離島航路補助金の交付を受けている豊浦汽船と六島航路は債務超過状態にあった。そのため、笠岡市が中心となって将来的な航路維持を図るため、運航事業者の統合、航路再編が行われた。2008年度に策定された笠岡市地域公共交通総合連携計画に航路統合が盛り込まれ、2009年度に笠岡市の支援を受けて3社の航路を統合する具体的計画が航路改善計画として示された。2010年12月24日に三洋汽船を存続会社として豊浦汽船と六島航路が船舶と航路を無償譲渡する協定に3社が調印、2011年4月1日に事業譲渡が行われ、同年10月1日から新航路での運航が開始された。新航路では旧航路のサービス水準を確保しながら、利用者の利便性向上も図られ、運賃の高い高速船を減便、安い普通船を増便したほか、本土から最も離れている六島から毎日、直通便で往復が可能となった。また、2社に対して支払われていた離島航路補助金も、統合により年間約5,000万円から約2,600万円に削減された。
一方で多度津航路については岡山県の運航業者に香川県や多度津町が赤字欠損の補助金を出すことに対して異論が出たため、「たどつ汽船」として分離している。なお香川県丸亀市の丸亀港から広島・手島・小手島を結ぶ「備讃フェリー」も三洋汽船の関連会社である。

## 航路
- 笠岡港（住吉港） - 神島 - 高島 - 白石島 - 北木島（楠港） - 北木島（大浦港） - 真鍋島（本浦港） - 真鍋島（岩坪港）＜旅客船＞
- 笠岡港（住吉港） - 神島 - 高島 - 大飛島（北浦港） - 大飛島（洲港） - 小飛島 - 六島（湛江港） - 六島（前浦港）＜旅客船＞
- 笠岡港（伏越港） - 白石島＜車載旅客船＞（2023年12月31日で運休となる予定[3]）
- 佐柳島（本浦港） - 真鍋島（本浦港）＜旅客船＞

※便によっては通過となる港があるため公式サイトの時刻表を確認の上で利用のこと。同一船舶を用いるが、笠岡－真鍋島航路では普通船と、寄港地を減らした「急行」タイプの高速船があり、それぞれ運賃が異なる。
※佐柳本浦－真鍋島間は毎週土曜日の1往復のみ。笠岡側の「ぷりんす」で運航している。

## 船舶
「くれいるさんよう」は貸切船として運用されている。

### 就航中の船舶

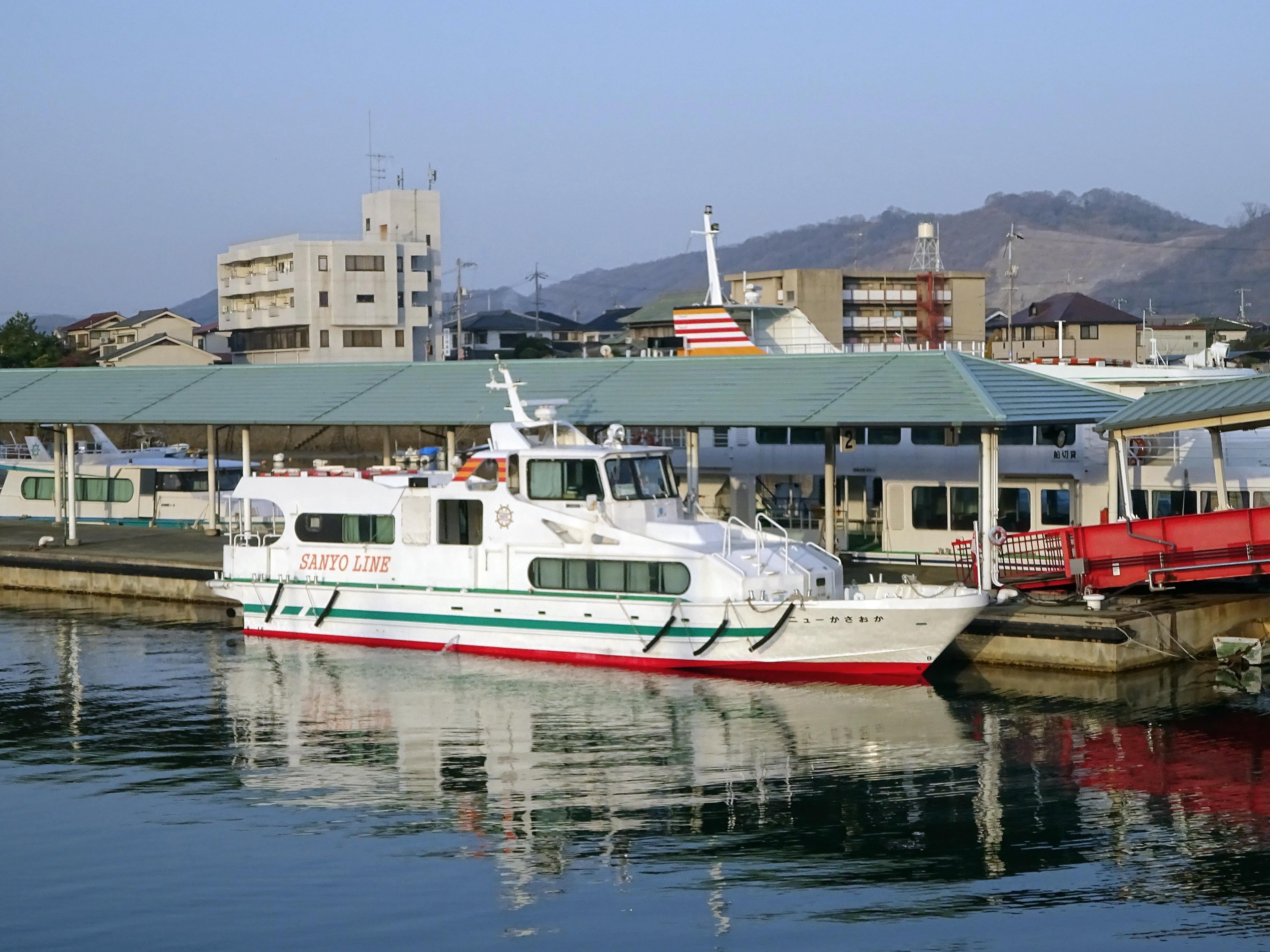
三洋汽船所有「ニューかさおか」

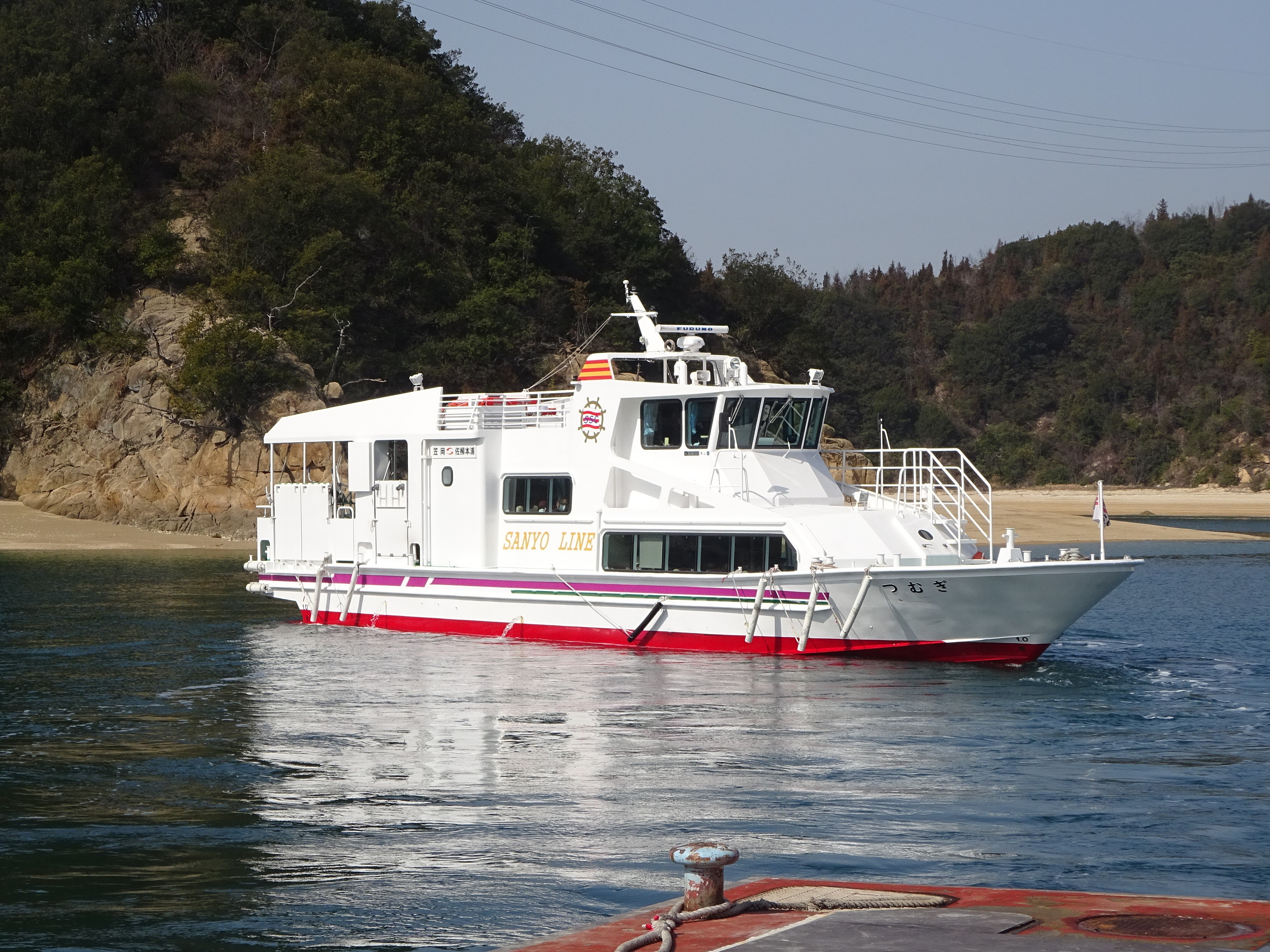
三洋汽船所有「つむぎ」

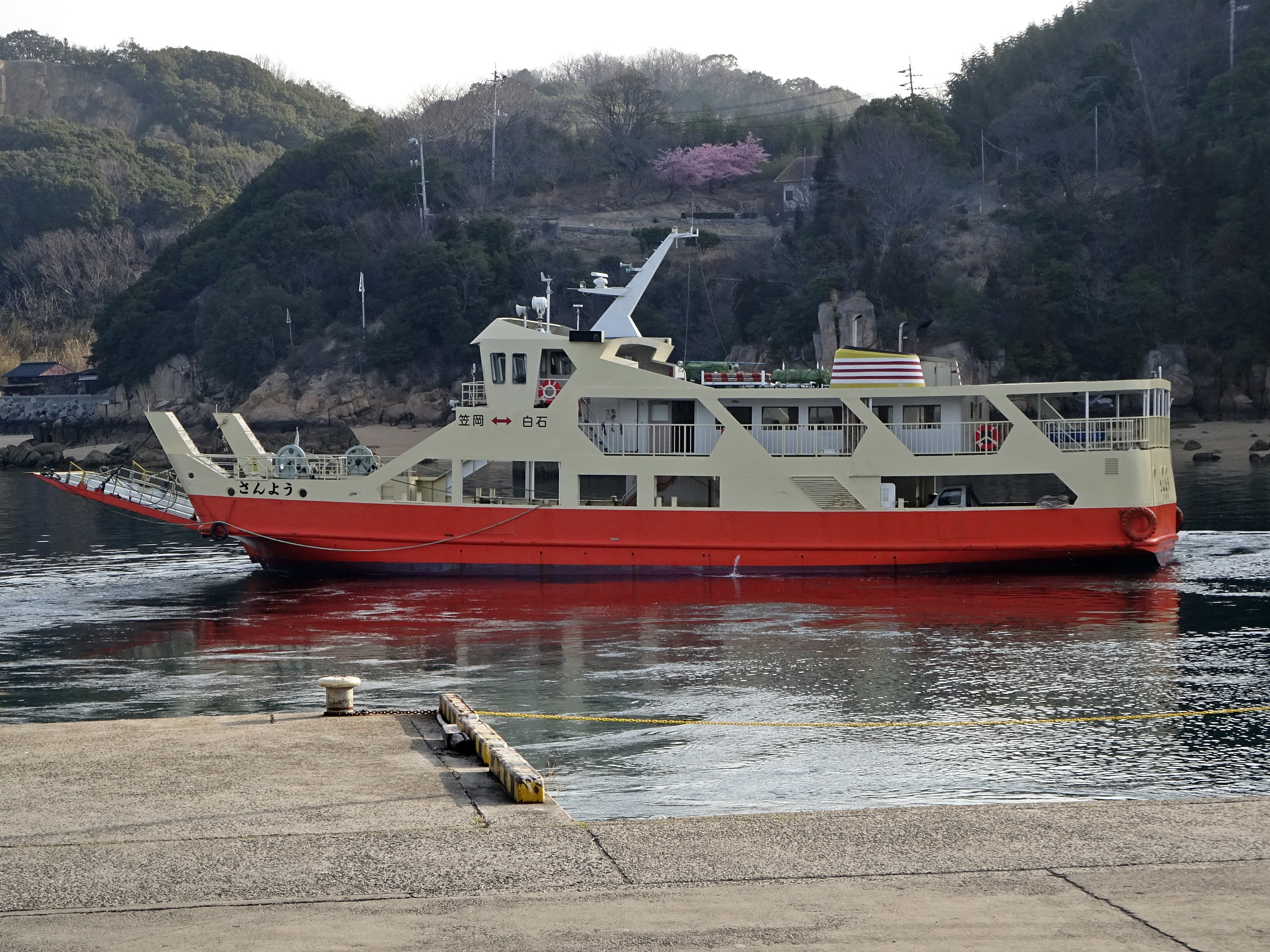
三洋汽船所有「さんよう」

- ニューかさおか

2012年6月29日竣工、ツネイシクラフト&ファシリティーズ建造、鉄道建設・運輸施設整備支援機構共有
19総トン、全長19.0m、幅4.0m、深さ1.5m、ディーゼル（ヤンマー6HYP-WET）2基、機関出力575PS（2,084rpm）×2、最大速力30.05ノット（試運転）、航海速力24.0ノット、乗組員2名、旅客定員79名
運航情報モニター、サイドスラスター装備
笠岡〜真鍋島航路の高速船として使用されるが、普通船扱いの便もある。スロープ増設改造施工済み。
- しおじ

2019年9月28日竣工、ツネイシクラフト&ファシリティーズ建造、鉄道建設・運輸施設整備支援機構共有
19総トン、全長19.57m、幅4.2m、深さ1.45m、ディーゼル（ヤンマー6HYP-WET）2基、機関出力423PS（2,084rpm）×2、最大速力26.4ノット（試運転）、航海速力20.0ノット、乗組員2名、旅客定員75名、運航情報モニター、バウススラスター装備
笠岡〜六島航路の普通船として使用される
- つむぎ

2022年10月29日竣工、ツネイシクラフト&ファシリティーズ建造、鉄道建設・運輸施設整備支援機構共有
19総トン、全長19.72m 幅4.2m 深さ1.45m 機関出力423PS（2,084rpm）×2、航海速力：23.0kt、最大搭載人員：99名（旅客97名、乗組員2名）
交通バリアフリー法に対応し、バリアフリースペース、乗下船用タラップ他設備を配置。高齢者や身体障害者の方々の移動負担低減を図っている
- ぷりんす

1997年2月21日竣工、神原海洋開発建造、船舶整備公団共有
19総トン、全長18.76m、幅4.00m、深さ1.60m、ディーゼル（ヤンマー6GX-ET2）2基、機関出力455PS（2330rpm）×2、最大速力25.0ノット（試運転）、航海速力20,0ノット、旅客定員110名
笠岡〜真鍋島航路の普通船として使用。スロープ増設改造施工済み。
- ニューおおとり

2000年10月竣工、瀬戸内クラフト建造、元・六島航路
19総トン、全長16.00m、型幅4.20m、型深さ1.70m、ディーゼル(ヤンマー6CX-GT)2基、機関出力360PS×2、最大速力26.4ノット(試運転)、航海速力22ノット、旅客定員60名
しおじ就航により、現在は各航路共通予備船として使用中。スロープ増設改造施工済み。
- くれいるさんよう

1988年4月竣工、瀬戸内クラフト建造
89総トン、登録長24.71m、型幅5.40m、型深さ1.90m、ディーゼル1基、機関出力660PS、航海速力16ノット、旅客定員240名
- さんよう（フェリー）

1989年12月竣工、讃岐造船鉄工所建造（第1211番船）、元・備後商船「フェリーびんご」
150総トン、全長33.11m、型幅7.80m、型深さ2.79m、ディーゼル1基、機関出力800PS、航海速力10.5ノット、旅客定員180名
2023年12月に白石島航路が廃止され、その後は貸切船となっている。2024年3月には「フェリー百風」が故障離脱したため、古巣の備後商船に応援で入った実績がある。

### 過去の船舶
- せと

1982年8月竣工、2012年引退、瀬戸内クラフト建造、元「せとじ」
29総トン、登録長17.01m、型幅4.20m、型深さ2.11m、ディーゼル(GM 8V-92TI)2基、機関出力455ps×2、
最大速力29.7ノット(試運転)
後年後部ドアの撤去、窓の開放などの減トン化改造を受けて小型船舶に登録変更となり、その際に「せとじ」から「せと」に改名。
- にゅうしらいし

1985年8月竣工、瀬戸内クラフト建造、友ヶ島汽船へ売却後、海外売船
72総トン、旅客定員240名
- ホワイトスター

1987年1月竣工、瀬戸内クラフト建造、ウエストマリンへ売却され「ありおす」として就航した後、岩城汽船へ売却され「しんこう5」として就航
18総トン、全長15.40m、型幅4.20m、最高速力27.0ノット、航海速力27.0ノット、乗組員2名、旅客定員73名
- しらいし（フェリー）

1980年5月竣工、2015年引退、神原造船建造（第247番船）
172総トン、全長37.50m、型幅8.20m、型深さ2.53m、ディーゼル1基、機関出力600PS、航海速力10.4ノット、旅客定員96名
- ホワイトスター2

1987年竣工、瀬戸内クラフト建造
19総トン、全長15.4m、型幅4.2m、型深さ1.65m、ディーゼル(ヤンマー6GH-UT)2基、機関出力300ps×2、　最大速力27.4ノット(試運転)、航海速力22ノット、旅客定員80名
就航当初は福山 - 白石島 - 丸亀航路に入っていたが、航路廃止に伴い予備船兼貸切船となる。その後2021年に備後商船に売却。
- 新なぎさ（フェリー）

1996年2月竣工、神原造船建造
86総トン、全長27.15m、型幅6.60m、型深さ2.59m、ディーゼル1基、機関出力700PS、航海速力10.5ノット、旅客定員95名（旅客のみ225名）
- 新なぎさ2（フェリー）

2016年竣工、藤原造船所建造、鉄道建設・運輸施設整備支援機構共有
88総トン、航海速力10.5ノット、旅客定員95名（旅客のみ150名）
たどつ汽船発足により船籍を三洋汽船・笠岡港（岡山運輸支局水島海事事務所管轄）からたどつ汽船・多度津港（四国運輸局本局管轄）へ変更。